# راي هايندورف
راي هايندورف (بالإنجليزية: Ray Heindorf)‏ (و. 1908 – 1980 م) هو ملحن، وموزع (موسيقى)، وموسيقي، وعازف بيانو، وكاتب أغاني، ومؤلفو موسيقى تصويرية أمريكي، ولد في مقاطعة روكلاند، نيويورك، يستخدم آلات بيانو، توفي في كاليفورنيا، عن عمر يناهز 72 عاماً.

## جوائز وترشيحات
حصل على جوائز منها:
- جائزة الأوسكار لأفضل نتيجة موسيقي أصلية  [لغات أخرى]‏، عن عمل: يانكي دودل داندي
- جائزة الأوسكار لأفضل نتيجة موسيقي أصلية  [لغات أخرى]‏، عن عمل: هذا جيشي
- جائزة الأوسكار لأفضل موسيقى أصلية أو مقتبسة أو معالجة  [لغات أخرى]‏، عن عمل: رجل الموسيقى

ترشح لـ:
- جائزة الأوسكار لأفضل نتيجة موسيقي أصلية  [لغات أخرى]‏، عن عمل: يانكي دودل داندي
- جائزة الأوسكار لأفضل نتيجة موسيقي أصلية  [لغات أخرى]‏، عن عمل: The Jazz Singer (1952 film) [الإنجليزية]‏
- جائزة الأوسكار لأفضل نتيجة موسيقي أصلية  [لغات أخرى]‏، عن عمل: The West Point Story (film) [الإنجليزية]‏
- جائزة الأوسكار لأفضل نتيجة موسيقي أصلية  [لغات أخرى]‏، عن عمل: Look for the Silver Lining (film) [الإنجليزية]‏
- جائزة الأوسكار لأفضل نتيجة موسيقي أصلية  [لغات أخرى]‏، عن عمل: كارثة جين
- جائزة الأوسكار لأفضل نتيجة موسيقي أصلية  [لغات أخرى]‏، عن عمل: Damn Yankees (1958 film) [الإنجليزية]‏
- جائزة الأوسكار لأفضل نتيجة موسيقي أصلية  [لغات أخرى]‏، عن عمل: A Star Is Born (1954 film) [الإنجليزية]‏
- جائزة الأوسكار لأفضل موسيقى أصلية أو مقتبسة أو معالجة  [لغات أخرى]‏، عن عمل: رجل الموسيقى
- جائزة الأوسكار لأفضل نتيجة موسيقي أصلية  [لغات أخرى]‏، عن عمل: Romance on the High Seas [الإنجليزية]‏
- جائزة الأوسكار لأفضل نتيجة موسيقي أصلية  [لغات أخرى]‏، عن عمل: Night and Day (1946 film) [الإنجليزية]‏
- جائزة الأوسكار لأفضل نتيجة موسيقي أصلية  [لغات أخرى]‏، عن عمل: Hollywood Canteen (film) [الإنجليزية]‏
- جائزة الأوسكار لأفضل نتيجة موسيقي أصلية  [لغات أخرى]‏، عن عمل: هذا جيشي
- جائزة الأوسكار لأفضل نتيجة موسيقي أصلية  [لغات أخرى]‏، عن عمل: My Wild Irish Rose [الإنجليزية]‏
- جائزة الأوسكار لأفضل نتيجة موسيقي أصلية  [لغات أخرى]‏، عن عمل: Up in Arms [الإنجليزية]‏
- جائزة الأوسكار لأفضل نتيجة موسيقي أصلية  [لغات أخرى]‏، عن عمل: Wonder Man (film) [الإنجليزية]‏
- جائزة الأوسكار لأفضل نتيجة موسيقي أصلية  [لغات أخرى]‏، عن عمل: Rhapsody in Blue (film) [الإنجليزية]‏
- جائزة الأوسكار لأفضل نتيجة موسيقي أصلية  [لغات أخرى]‏، عن عمل: Finian's Rainbow (1968 film) [الإنجليزية]‏.

## وصلات خارجية
- راي هايندورف على موقع IMDb (الإنجليزية)
- راي هايندورف على موقع ميوزك برينز (الإنجليزية)
- راي هايندورف على موقع تيرنر كلاسيك موفيز (الإنجليزية)
- راي هايندورف على موقع أول موفي (الإنجليزية)
- راي هايندورف على موقع أول ميوزيك (الإنجليزية)
- راي هايندورف على موقع ديسكوغز (الإنجليزية)
- راي هايندورف على موقع قاعدة بيانات الفيلم (الإنجليزية)